# Au, Zürich
Au är en ort vid Zürichsjön i kommunen Wädenswil i kantonen Zürich, Schweiz. 